# Push Baby
Push Baby, connu au départ sous le nom de Rixton, est un groupe anglais pop, rock et R&B.

## Historique
Le groupe a connu un franc succès grâce à son 1er single Me And My Broken Heart certifié disque d'or le 27 mai 2014 aux États-Unis et numéro un des ventes en Angleterre pendant une semaine.
Le groupe a assuré la première partie de nombreux concerts de la tournée d'Ariana Grande, « The Honeymoon Tour », et a aussi participé à la tournée d'Ed Sheeran, « X ».

### Carrière sur le net
Le groupe vient de Manchester. Jake et Danny ont commencé à écrire ensemble dans la caravane du père de Danny, en 2011. Deux ans plus tard, Charley a été introduit dans le groupe et, quelques mois plus tard, Lewi est venu se rajouter au groupe en tant que batteur. Plus tard, le groupe a posté une série de reprises sur YouTube dont I Knew You Were Trouble (Taylor Swift), How We Do Party (Rita Ora), Don't Wake Me Up (Chris Brown) et Let Me Love You (Ne-Yo). Ainsi, ils gagnent une grande popularité grâce à ces quelques reprises et peuvent compter sur le soutien de Nathan Sykes qui fait partie du groupe The Wanted, ami de Jake.
En 2013, Nathan Sykes de The Wanted montre des vidéos du groupe à l'agent Scooter Braun, qui décide de les signer sur SB Projects (Justin Bieber, Ariana Grande, Martin Garrix, Cody Simpson, ...) & SchoolBoys Records (PSY, Asher Roth, Carly Rae Jepsen, ...).

### Carrière internationale en tant que Rixton
En juillet-août 2013, Rixton se rend à New-York pour enregistrer avec Benny Blanco, compositeur et producteur. Dans le courant de l'année 2013, Rixton fait la première partie de Justin Bieber à Brooklyn devant 22 000 personnes et d'Ariana Grande.
Après avoir fait la première partie d'Ariana Grande, Scooter Braun se demande comment le groupe pourrait se faire remarquer. Il imagine de travestir les membres du groupe le temps d'un clip-video pour Make Out. Le 22 octobre 2013, Rixton sort Make Out, leur premier clip-vidéo. Celui-ci montre le groupe en train de parodier des clips-vidéos de Justin Bieber, Lady Gaga, Katy Perry, Miley Cyrus et Robin Thicke. Rapidement, le clip, réalisé par Emil Nava, atteint le million de vues et le groupe gagne une subite notoriété.
Le 23 janvier 2014, le groupe se produit lors du « 2014 MTV Artists To Watch ». Le 9 mars 2014, Rixton participe à un jam avec Justin Bieber, Cody Simpson, Tori Kelly & Dan + Shay, lors du SBPSundayFunday à SXSW.
Le 18 mars 2014, Rixton sort son premier EP Me And My Broken Heart dont le premier single est Me And My Broken Heart. Hotel Ceiling extrait de cet EP a été écrit par Ed Sheeran. Le 27 mars 2014, le clip de Me And My Broken Heart, réalisé par Cameron Duddy, sort. Plus tard, une version longue du clip fait son apparition.
En mars 2014, Rixton commence une tournée des radios américaines pour présenter leur single. Rixton se rendra notamment chez Perez Hilton et Jojo Wright (KIIS FM). En avril 2014, le groupe se rend en Europe pour promouvoir leur 1er single. Le 18 avril, le groupe réalise sa première performance en live à la télévision sur le plateau de The Voice. Le 28 mai, Rixton se produit dans le « Today Show » et le 29 mai 2014, le single Me And My Broken Heart devient disque d'or (500 000 achats).
Le 20 juillet 2014, Me And My Broken Heart devient numéro un des ventes en Angleterre et le 21 juillet, le groupe annonce la sortie prochaine d'un nouveau single, Wait On Me, extrait de leur premier album. De juillet à août, le groupe se produit aux États-Unis et au Canada.
Rixton a l'opportunité en 2014 d'enregistrer Whole pour la B.O de The Giver, film fantastique coproduit par leur manager Scooter Braun. The Giver: Music Collection sort le 5 août 2015.
Le 18 septembre 2014, Rixton annonce que le groupe se produira en première partie de « The Honey Moon Tour », la tournée américaine d'Ariana Grande, du 25 février 2015 au 16 avril. Cette tournée passe notamment par le Madison Square Garden de New York.
Le 1er octobre, le groupe annonce la sortie prochaine (6 janvier 2015) de son 1er album composé de dix titres Let The Road.
En juin 2015, les Rixton reprennent Where Are U Now de Jack Ü (duo formé par Diplo et Skrillex) et Justin Bieber.
De juillet 2015 à mars 2016, le groupe se produit pour la première partie de la tournée américaine d'Ed Sheeran à l'occasion de seize dates.
Après 2016, le groupe a fait une pause jusqu'en 2019.;

### Carrière internationale en tant que Push Baby
En mars 2019, le groupe annonce qu'il se renomme Push Baby. Ils ont depuis signé chez Republic Records. Leur première chanson sous leur nouveau nom, Mama's House, sort le 5 avril 2019. Ils réalisent leur EP Woah le 27 septembre 2019.
En 2020, Danny Wilkin quitte le groupe pour se concentrer sur sa carrière solo. Le 14 août 2020, le groupe a un nouveau label et sort la nouvelle chanson Holding on Is Holding You Back sans Wilkin. Le même jour, le groupe annonce sur sa page Tumblr que Lewi Morgan ne fait plus partie du groupe et se concentre sur sa carrière de tatoueur. Quatre jours plus tard, ils sortent leur nouvelle chanson Wishing We Were More Than Friends. Le 18 juin 2020, ils sortent leur second album, Wow, Big Legend.
Leur troisième album, Wow, That's What I Call Push Baby! sort le 21 octobre 2022.
Le 15 novembre 2022, Roche et Bagnall annoncent faire une pause pour Push Baby et s'occuper de d'autres projets.

## Membres
- Jake Roche (chanteur et guitariste rythmique, 2012-2022)
- Charley Bagnall (guitariste et vocaliste, 2012-2022)
- Danny Wilkin (vocaliste, bassiste et pianiste, 2012-2020)
- Lewi Morgan (batteur, 2012-2020)

### Membres en tournée
- Amanda Steele (guitariste et vocaliste, 2022)
- Kevin Edison (batteur, 2022)
- Heather Jamison (pianiste et vocaliste, 2022)

## Autres
- À la base, le groupe s'appelait « Relics » mais ils ont dû changer de nom pour « Rixton » car un groupe de métal possédait déjà ce nom.
- Jake Roche est le fils de Shane Richie, acteur, chanteur et présentateur télé et de Coleen Nolan, chanteuse et présentatrice télé.
- Charley Bagnall est en couple, depuis mars 2012. Depuis 2013, Danny Wilkin avec Jennifer Veal, une blogueuse. Le 20 septembre 2014, les médias annoncent que Jake Roche et Jesy Nelson de Little Mix seraient en couple. Une source a révélé au magazine The Sun.

## Discographie

### Albums
- 2015 : Let the Road
- 2021 : Wow, Big Legend
- 2022 : Wow, That's What I Call Push Baby!

### EP's
- 2014 : Me and My Broken Heart - EP
- 2014 : Me and My Broken Heart (Remixes) - EP
- 2019 : Woah - EP

### Singles
| Année | Nom du single                                                  | Production |
| ----- | -------------------------------------------------------------- | --- |
| 2014  | Me and My Broken Heart                                         | Benny Blanco, Ammar Malik, Steve Mac, Wayne Hector, Rob Thomas                                                 |
| 2014  | Wait On Me                                                     | Benny Blanco, Tor Erik Hermansen, Mikkel Storleer Eriksen, Wayne Hector, Ross Golan, Jenn Decilveo, Dan Omelio |
| 2015  | Hotel Ceiling                                                  | Benny Blanco, Ed Sheeran                                                                                       |
| 2015  | We All Want The Same Thing                                     | Benny Blanco, Ammar Malik, Dan Omelio, Joshua Coleman, Jacob Kasher, Author                                    |
| 2015  | Sorry To Interrupt avec Jhené Aiko & Jessie J                  | |
| 2019  | Mama's House                                                   | |
| 2020  | Holding on Is Holding You Back                                 | |
| 2020  | Wishing We Were More Than Friends                              | |
| 2020  | Man in His Bedroom                                             | |
| 2020  | Wanna Go                                                       | |
| 2020  | Aegean                                                         | |
| 2021  | Cry/Talk About It                                              | |
| 2021  | LOSE IT! LOSE IT!                                              | |
| 2022  | WHAT YA GONNA DO?                                              | |
| 2022  | Change My Mind                                                 | |
| 2022  | Circles                                                        | |
| 2022  | Every time I think about you baby, I hate it, you blow my mind | |

## Nominations
| Année | Prix                  | Catégorie                                                                                |
| ----- | --------------------- | ---------------------------------------------------------------------------------------- |
| 2014  | Teen Choice Awards    | "Choice SINGLE Group", "Choice Music: Breakout Group", "Choice Summer Music Star: Group" |
| 2014  | Teen Choice Awards    | Best British Group                                                                       |
| 2014  | Young Hollywood Award | Révélation de l'année                                                                    |
| 2015  | Kids Choice Awards    | Favori du Royaume-Uni                                                                    |